# Unternehmen Unke-Nikolaus
Unternehmen Unke-Nikolaus war der Deckname einer deutschen Militäroperation im Zweiten Weltkrieg. Es sollte in Budapest zwischen Ende 1944 und Anfang 1945 ausgeführt werden.

## Kampfauftrag
In der Schlacht um Budapest war die ungarische Hauptstadt zur Festung erklärt worden, konnte aber gegen die Rote Armee nicht gehalten werden. Nach der Planung des Frontaufklärungskommandos 206 sollten angeworbene einheimische Sonderkräfte als sogenannte „Residenten“ in der Stadt getarnt verbleiben (Projektteil „Unke“), um Spionage und Sabotagemaßnahmen gegen die sowjetischen Truppen zu betreiben. Außerdem sollten sie die Bewegungen der Armeen registrieren und weiter melden sowie sichere Anlaufquartiere bieten. Die deutschen Verbindungsleute der Residenten sollten zu gegebener Zeit durch die Front geschleust oder mittels Fallschirmabsprung in der Nähe abgesetzt werden.

## Umsetzung
Hierzu wurden im Stadtgebiet an 19 getarnten Stellen insgesamt 37 Pakete mit Sprengmaterial versteckt (Projektteil „Nikolaus“), sowie an fünf weiteren Orten Kisten mit Brandbeschleunigern deponiert. Mit diesen Mitteln sollten durch die Residenten Sabotageakte auf Anlagen der Verkehrsinfrastruktur und bestimmte öffentliche Gebäude begangen werden. Ob und mit welchem Erfolg das Unternehmen ausgeführt wurde, ist unbekannt.